# Hygrobiidae
Hygrobiidae jsou malá čeleď vodních brouků, predátorů, jejich larvy i dospělí jedinci žijí ve stojatých vodách.
Čeleď obsahuje pouze jeden rod Hygrobia a pět druhů, z nichž jeden žije v Evropě a severní Africe (Hygrobia hermanni Fabricius, 1775), jeden v Číně a tři v Austrálii.

## Taxonomie
- čeleď Hygrobiidae Régimbart, 1878
  - rod Hygrobia Latreille, 1804
    - druh Hygrobia hermanni (Fabricius, 1775)
    - Hygrobia australasiae
    - Hygrobia davidi
    - Hygrobia maculata
    - Hygrobia nigra
    - Hygrobia wattsi
    - †Hygrobia cretzschmari